# Бистрица (Теарска)
Вижте пояснителната страница за други значения на Бистрица.
Бистрица, наричана още Бистричка река и Теарска Бистрица (на македонска литературна норма: Теаречка Бистрица), е река в северозападната част на Република Северна Македония, ляв приток на река Вардар. Извира под Църни връх на Шар планина и се влива в река Вардар близо до село Янчище. Дължината на реката е 18,8 km, от които 12,6 km са до изхода ѝ от планината. Водосборният ѝ басейн е с площ от 48 km².
Бистрица извира на 2380 m надморска височина от един обширен циркус с диаметър 1,5 км, известен като Бистрички циркус. От този изворен дял докъм 1700 m надморска височина долината на Бистричката река придобива характерен U-образен профил, дължащ се на нейния глациален и периглациален произход в тази част, а теренът ѝ на тази височина е покрит предимно с ниска тревна и храстовидна растителност. На по-ниска височина Бистричката долина е дълбоко всечена и със стръмен наклон, резултат от тектоничното издигане на Шар планина, което в тази част на реката е създало условия за формиране на множество бързеи и водопади, високи до 11 m. В по-ниската част на Бистричката долина теренът е добре залесен, като преобладава предибно буковата гора.
Долината на река Бистрица също така е осеяна с множество извори, активни целогодишно, от които се формират множество планински потоци. Самата река Бистрица е най-пълноводна през май и юни, а най-голям спад на водното ниво се наблюдава през август и септември.
В планинската част от долината на река Бистрица, на различна надморска височина, са изградени три малки водноелектрически централи: МХЕ Бистрица-97, МХЕ Бистрица-98 и МХЕ Бистрица-99. Публикувано през 2021 г. проучване констатира, че дейността на малките хидроцентрали оказват негативно въздействие върху геоморфологията на речната долина на Бистричката река, нанасяйки щети върху флувиалния ерозиен и акумулативен релеф във и около речното корито (речното дъно, клисурата, речните водопади и т.н), чрез промяната, която централите предизвикват в режима на естествено преразпределение на речните седименти. Докладът констатира и опаното влияние, което дейността на централите оказва и върху биосистемите по речната долина – най-вече върху състоянието на горите и биоразнообразието на речната фауна в участъците на речната долина около хидроцентралите.
На около 1220 m надморска височина в Бистрица се вливат водите на Чаушичката река.
На 12,6 km от извора си река Бистрица навлиза в Полошка котловина. Тече през селата Пършовце, Теарце и Йегуновце. Влива се във Вардар край село Янчище на 385 m надморска височина.